# Basílica de Nuestra Señora de la Misericordia (Apizaco)
La Basílica de Nuestra Señora de la Misericordia (Basílica Menor), es una iglesia católica ubicada en la ciudad de Apizaco, en el estado de Tlaxcala, México. Su construcción empezó en la tercera década del siglo XX y se culminó en el año 1961. Es el único edificio religioso de Tlaxcala que cuenta con este tipo de arquitectura neogótica.

## Historia
El sacerdote Adolfo Sebastián fue quien proyectó este edificio, aunque no pudo completar el proyecto, siendo el Padre Marcial Aguilar González quien tomase el compromiso de culminar la edificación de la Basílica. En cuanto a los planos arquitectónicos estarían a cargo de los  ingenieros Miguel Pardo y Rodolfo Zenteno que fue quien lo vio terminado.
Fue erigido en Basílica Menor por el entonces delegado apostólico de la Santa Sede, Luigi Raymondi, mediante decreto que emitió el papa Pablo VI en Roma el 5 de diciembre de 1963 y fue ejecutado el 12 de mayo de 1964.

## Características
Es un edificio religioso perteneciente a la Iglesia católica, de piedra labrada y estilo neogótico. La Basílica tiene tres naves de piedra labrada al estilo de las catedrales góticas de Alemania y guarda más semejanzas con la Catedral Metropolitana de São Paulo, Brasil. La nave central tiene una longitud de 43,20 metros por 10,70 m de ancho y 19 m de alto. Las colaterales miden 50,85 m de longitud, 5,50 m de ancho y 10,50 m de altura, cada una. La altura de la cúpula, del piso a la linterna, mide 35,5 m. Las dos torres son de 50 m de altura cada una, lo que hace de la basílica el edificio religioso más alto de la entidad tlaxcalteca. El baldaquino tiene 12,50 metros de alto. Sus columnas son de mármol de Tepeaca. El altar mayor es de mármol italiano de Carrara.

## Celebraciones
El 12 de mayo de cada año se festeja a Nuestra Señora de la Misericordia, con celebraciones eucarísticas y una corrida de toros.